# عنبياوية
العنبياوية (الاسم العلمي:Vaccinieae) هي قبيلة من النباتات تتبع الفصيلة الخلنجية من رتبة الخلنجيات.

## أجناس العنبياوية
- المحبوبة